# Sanfins (Cinfães)
Sanfins (ou Sanfins da Beira) era um concelho na área ocidental do actual município de Cinfães.
Teve foral em 1514 e foi suprimido em 1855. A sede foi alternadamente nas historicamente vilas de Sanfins e Cosconhe (ambas na freguesia Piães) e possivelmente também, durante décadas, na freguesia de Nespereira (a avaliar pelo indício da existência de um pelourinho, presumivelmente o de Sanfins). Era constituído pelas freguesias de Escamarão, Espadanedo, Fornelos, Moimenta do Douro, Nespereira (Santa Maria), Nespereira (Santo Erício), Santiago de Piães, Souselo, Tarouquela e Travanca do Douro. Tinha, em 1801, 7 498 habitantes e 8 639 em 1849.
A medieval Terra de Sanfins teve um papel hoje impossível de avaliar cabalmente, pela presença em Piães dos Gascos de Ribadouro, linhagem da alta nobreza do início da nacionalidade, fundadores da igreja matriz (já existente em 1087) e cuja figura mais conhecida é D. Egas Moniz, o Aio, o qual teve paços em Cosconhe e em Resende.
São escassas as fontes aparentes, e o trabalho do historiador está quase todo por fazer. Contudo, para além da Monografia do Extinto Concelho de Sanfins da Beira, de Manuel Pinto Bravo - obra de amador culto publicada em fascículos no início dos anos quarenta do século vinte, o artigo sobre Santiago de Piães do historiador e medievalista Armando de Almeida Fernandes (A. de Almeida Fernandes) na Grande Enciclopédia Portuguesa e Brasileira é assaz elucidativo, referenciando diversificada documentação medieval, incluindo materiais originários do Mosteiro de Salzedas. Parafraseando-o, trata-se de uma freguesia da maior relevância do ponto de vista arqueológico, mas sobretudo do ponto de vista histórico, no conjunto das freguesias portuguesas.

## Cronologia
- 1513, 20 Novembro - recebeu foral manuelino[2][9]
- 1514, 15 Abril - concessão de foral por D. Manuel I[10]
- 1855 - extinção do concelho e integração no de Cinfães[9][10]